# 7. gardijska brigada "Pume"
7. gardijska brigada "Pume" bila je gardijska motorizirana brigada Hrvatske vojske, ustrojena 23. prosinca 1992. godine u vojarni "Ivan V. Drašković" u Varaždinu. Gardijska brigada ustrojena je od pripadnika 5. bojna 1. gardijske brigade "Tigrovi" (1. A brigade ZNG-a “Tigrovi”). Za prvog zapovjednika brigade bio je postavljen dotadašnji zapovjednik 5. bojne 1. A brigade ZNG-a “Tigrovi” Ivan Korade.

## Ratni putPuma
7. gardijska brigada “Pume” je tijekom Domovinskog rata imala 91 poginulog i jednog nestalog pripadnika i oko pet stotina ranjenih, ozlijeđenih ili oboljelih. Jedan pripadnik i danas se vodi kao nestali.
Tijekom rata 7. gardijska brigada sastavljena uglavnom od stanovnika sjeverno-zapadne Hrvatske etablirala se definitivno kao najuspješnija postrojba HV-a i donijela prevagu u najznačajnijim bitkama u Domovinskom ratu. Nakon što su zajedno s 4. gbr oslobodili zapadnu Hercegovinu, Pume su oslobodili Knin i nad njime izvjesili hrvatsku zastavu, što je bila prevaga u ratu i doprinijelo oslobađanju ostalih dijelova Hrvatske. Nakon toga odlaze u BiH i oslobađaju Drvar, Jajce i Mrkonjić Grad, a nakon toga izbijaju 7 km prije Banje Luke, što je direktno uzrokovalo potpisivanje Daytonskog sporazuma i dolazak mira na ove prostore. Najbolju ocjenu i procjenu nevjerojatnog uspjeha Puma iznio je tadašnji načelnik glavnog stožera HV-a Pavao Miljavac koji je rekao da pored svih onih koji su bili puno više medijski eksponirani, uvijek kada je zaškripilo i kada je trebalo riješiti delikatnu situaciju oslanjao se najviše na Pume, unatoč tome što se nije slagao s njihovim zapovjednikom Ivanom Koradeom koji je bio eksplozivnog karaktera. Sve do svibnja 1995. godine, 7. gardijska brigada se izmjenjuje s 4. gardijskom brigadom u ratnim djelovanjima na livanjskom području i Dinari gdje osim obrambenih djelovanja značajno pomiče prve borbene crte osvajanjem važnih strateških visova na Dinari u operaciji "Skok 1". Temeljem Splitskog sporazuma, u srpnju 1995. godine stvaraju se pretpostavke za izvođenje operacije "Ljeto 95". U energičnom naletu brigada razbija neprijateljsku obranu i zauzima Bosansko Grahovo. U ratnoj operaciji "Oluja", uz izuzetno visok bojni moral, 04. kolovoza 1995. godine 7. gbr započinje napad, da bi već 5. kolovoza u 10,00 sati ovladala okolicom i gradom Kninom te postavila zastavu RH na Kninskoj tvrđavi. 7. gbr je nositelj i operacije "Maestral", na području Glamočkog polja, Mliništa i Drvara u rujnu 1995. godine te operacije "Južni potez", na području Šipova i Mrkonjić grada u listopadu 1995. godine. Nakon posjedanja zadanih pozicija (Mala Manjača - s. Bočac), dostignute crte se utvrđuju i predaju postrojbama HVO, a 7. gardijska brigada se nakon 840 dana boravka i borbe na terenima ZP Split, vraća u Varaždin. 7. gardijska brigada je ukupno provela 35 dana u napadnim djelovanjima i oslobodila 748 kvadratnih kilometara teritorija. Tijekom cijelog ratnog puta brigada je usporedo intenzivno radila na obuci i izobrazbi kadrova, uređenju, popravcima i održavanju tehnike, popuni ljudima i MTS-om, a sve s ciljem održavanja bojne spremnosti na visokoj razini. Po povratku s terena 17.10.1995. godine, brigada započinje s izvršavanjem mirnodopskih zadaća u vojarni "Ivan V. Drašković" u Varaždinu. Od osnutka do ukidanja kroz 7. gardijsku brigadu je prošlo oko 4100 djelatnih pripadnika te oko 450 mobiliziranih pripadnika. Preustrojem Oružanih snaga Republike Hrvatske a prema novoj vojno-teritorijalnoj podjeli RH odlučeno je da se fuzioniraju dvije gardijske brigade I. korpusa i to 2. gardijske brigade i 7. gardijske brigade te je prema tome slijedilo i ukidanje 7. gardijske brigade. Sedma gardijska brigada formalno je ugašena 7. srpnja 2003. godine svečanim postrojavanjem i predajom ratne zastave 7. gbr zapovjedniku novoustrojene 2. gardijske brigade.

### Operacije
- Operacija Zima '94.
- Operacija Skok-1
- Operacija Skok-2
- Operacija Ljeto '95.
- Operacija Oluja
- Operacija Maestral
- Operacija Južni potez

## Zapovjednici
- general bojnik Ivan Korade (od 23. prosinca 1992. do 11. ožujka 1996.),
- stožerni brigadir Željko Dvekar (od 11. ožujka 1996. do 23. rujna 1999.),
- pukovnik Marijan Kretić (od 23. rujna 1999. do 08. listopada 1999.),
- pukovnik Branko Predragović (od 08. listopada 1999. do 04. listopada 2002.)
- pukovnik Marijan Kretić (od 04. listopada 2002. do 07. srpnja 2003.).

## Ustrojstvo
Formacija brigade mijenjana je više puta sukladno novim ustrojima gardijskih brigada. Brigada se sastojala od:
- Zapovjedništva brigade
- 1. pješačke bojne
- 2. pješačke bojne
- 3. pješačke bojne
- Oklopne bojne
- Bojne protuzračne obrane (bPZO)
- Protuoklopnog raketnog diviziona (PORD)
- Topničko - raketnog diviziona (TRD)
- Izvidničke satnije
- Inženjerijske satnije
- Satnije veze
- Logističke satnije
- Voda NBKO
- Zapovjedne satnije
- PZO

## Ukinuće
Zbog preustroja Oružanih snaga Republike Hrvatske 7. gardijska brigada ukinuta je 7. srpnja 2003. godine. Njeni preostali pripadnici većinom su ušli u novoustrojenu 2. gardijsku brigadu, a ostali su bili raspoređeni u druge preostale postrojbe i vojne ustanove u Oružanim snagama RH.
Tijekom 2008., postrojbe 2. gardijske brigade proizašle iz prethodno ukinute 7. gardijske brigade inkorporirane su u sastav novostvorene Gardijske oklopno-mehanizirane brigade Hrvatske kopnene vojske kao 2. mehanizirana bojna "Pume".

## Spomenici
Na Dinari, ispod Velike Duvjakuše podno Rosića glavice nalazi se spomenik 32-ojici poginulih Puma i jednom nestalom njihovom suborcu. Spomenik je na nadmorskoj visini od 1709 metara. Spomen je na akciju koja je prethodila Oluji. Istim je povodom otvorena 27. lipnja 2015. planinarska kuća posvećena Pumama, koju su dobrovoljnim radom izgradili HGSS-ovci i planinarska udruga Dinaridi. Kuća je zidana katnica s bunarom i solarnim panelima odakle puca fantastičan pogled na Perućko jezero.

## Vanjske poveznice
- Udruga 7. gardijske brigade - Puma